# Leodamus
Leodamus is een geslacht van vliesvleugeligen uit de familie Pteromalidae. De wetenschappelijke naam van dit geslacht is voor het eerst geldig gepubliceerd in 1917 door Masi.

## Soorten
Het geslacht Leodamus is monotypisch en omvat slechts de volgende soort:
- Leodamus onustus Masi, 1917